# کنیا اوکازاکی
کنیا اوکازاکی (انگلیسی: Kenya Okazaki؛ زادهٔ ۳۱ مهٔ ۱۹۹۰) بازیکن فوتبال اهل ژاپن است.
از باشگاه‌هایی که در آن بازی کرده‌است می‌توان به باشگاه فوتبال گامبا اوساکا اشاره کرد.